# 美國聯邦法律給予水力壓裂的豁免
美國聯邦法律給予水力壓裂的豁免（英語：Exemptions for fracking under United States federal law）敘述的是美國聯邦法律給予從事水力壓裂業者為數不少的豁免 - 在好幾項主要的聯邦環境法案中設有限制條款，而石油和天然氣產業卻享有豁免，或是排除不適用的待遇。涉及的聯邦法案與保護清潔用水及空氣，防止有毒物質和化學品釋放進入環境有關聯，如清潔空氣法案、清潔水法案、安全飲用水法案、國家環境政策法案（NEPA）、資源保護和回收法案 (RCRA)、應變規劃與社區知情權法案（EPCRA），以及通常被稱為超級基金的綜合環境應對、補償和責任法案（Comprehensive Environmental Response, Compensation, and Liability Act，CERCLA）。

## 水力壓裂：背景

利用水力壓裂開採頁岩氣示意圖。

水力壓裂（Fracking，也可用Hydraulic fracturing表達），是種開採石油和天然氣的工藝。作業過程中要用到數量龐大的水，水之中會摻入不同的化學物質，有些化學物質的的成分並未被業者披露。液體受高壓泵入氣井（通常是以定向鑽孔產生的平行井）套管後再進入基岩，產生裂縫。地質結構經過壓裂，其包含的氣體分子會逸出，天然氣因而受到採收。
這種新技術在開採能源的領域造成巨大變化。水力壓裂曾用在垂直井中，而日後多用在平行井中。這類鑽井作業的深度可達10,000英尺以上。
利用水力壓裂所開採的主要是天然氣，而天然氣的主要成分是甲烷。

## 清潔空氣法案
這項在1970年經美國國會通過的《清潔空氣法案》，目的是確保公眾免受有害污染物的影響（標準由美國國家環境保護局（EPA）制定，參見國家環境空氣品質標準（簡稱NAAQS））。受NAAQS規範的6種污染物為：懸浮微粒、鉛、臭氧、氮氧化物、一氧化碳和二氧化硫。所有污染物的濃度標準都根據相關的健康風險 - 以會傷害最敏感的人群（居住於市中心的兒童）為基礎。任何主要污染源頭都必須遵守國家有害空氣污染物排放標準 (簡稱NESHAP)，而採用的是所屬行業中指定的“最大可實現控制技術”(Maximum Achievable Control Technology，簡稱MACT)。
美國國會分別在1977年和1990年對《清潔空氣法案》做修訂，制定與防止嚴重惡化（Prevention of Significant Deterioration）相關的條款，並制定與控制和預防酸雨相關的條款。根據修訂後法案，危險空氣污染物的主要源頭需要取得“第五篇規定的許可證”（Title V permit），以確保能達到最低標準的要求，但特定區域污染源頭並未包括在所謂的主要源頭內。大多數石油和天然氣生產場地不需取得Title V permit，因為這些場地的排放閾值略低於法規所定義。石油和天然氣勘探和生產井除不必取得Title V permit之外，也不受法案中“主要來源”內“匯總規則”的約束。也就是說這個產業基本上不受此聯邦法案的監管。

## 清潔水法案
《清潔水法案》是1972年對《聯邦水污染控制法案（Federal Water Pollution Control Act）》修訂後而成，這次修訂完全禁止對任何美國水體排放污染物。執行法案的一項重要機制是為涉及向溪流、湖泊、河流、濕地或小溪排放污染物建立起許可的程序。根據國家污染排放消除系統 (National Pollution Discharge Elimination System，NPDES) ，石油工業過程中的所有階段均須事先獲得許可。石油產業廢棄物，包括壓裂回流和採出水 除非獲得NPDES許可證，或是等效的州許可，否則不得排入美國水域。
美國國會在1987年將此法案修訂，要求EPA為石油和天然氣產業制定雨水地表徑流的核准程序，但對石油和天然氣的勘探、生產和加工事先核准的要求，則給予豁免。
2005年通過的的《能源政策法案》把豁免範圍擴大到包括天然氣和石油建造工程活動發生的徑流，所謂的活動包括“石油和天然氣勘探、生產、加工或處理作業,以及傳輸作業”。
EPA在2006年頒布法規，如果徑流“完全是雨水”，此定義包含“降雨”和“未與作業現場中覆蓋層、原物料、中間產物、完成品、副產品或是廢棄物接觸過”的逕流，則石油和天然氣業者無需取得雨水徑流許可。根據《清潔水法案》，業者如果排放降水徑流以外的任何物質， 例如石油或採出廢水等，仍會受到刑事起訴。但此EPA在2006年頒布的法規被美國聯邦第九巡迴上訴法院撤銷。撤銷之後，之前頒布的法案仍然有效。

## 安全飲用水法案
安全飲用水法案 (SDWA) 在1974年通過，目的在保護美國的公共飲用水系統，以及保護已經或將來可能用於公民飲用的地上和地下水源。SDWA中的C節要求EPA訂立地下注入控制計劃（Underground Injection Control Program）的最低標準。根據SDWA第1421節C部分對地下注入的定義是“通過既有的鑽井把液體注入地下”。石油和天然氣產業廣泛使用受SDWA監管的II類注入井。截至2022年，美國大約有180,000口II類井，每天接受注入超過20億美制加侖的液體。大多數II類井利用注水來提高石油採收率。其中大約有20%的II類井用於廢棄液體（採出水（通常是鹵水)處理，注入的所在為遠低於淡水儲層的深層地底。
自1974年SDWA通過以來，EPA並未要求水力壓裂業者取得II類地下注入（Underground Injection，UIC） 許可。EPA認為不需這樣做，因為接受地下注水並非油氣井的“主要功能”。 EPA還引用SWDA中1421節b部分第2條中的“危害條款”，該條款指示EPA制定法規：“......必須確保地下飲用水源不會受到此類注入的危害。”EPA表示它不認為水力壓裂會對地下飲用水源構成威脅。
但EPA的政策於1997年被美國第十一巡迴上訴法院推翻，法院裁定“根據SDWA的C部分，水力壓裂活動屬於地下注入。因此EPA和州地下注入控制計劃中必須依據 SDWA對於水力壓裂做規範。
EPA因此在2004年發表一項關於在煤層氣井做水力壓裂時，對飲用水的潛在和實際影響的研究。報告的第7.4節中說“結論是把水力壓裂液注入煤層氣井，對地下飲用水源有極小或是不構成威脅， 因此目前沒必要再做額外的研究。”例外情況是如果壓裂液中含有柴油時，EPA認為就會構成威脅。
EPA報告的結論在次年納入法律，並把修正案包含在2005年能源政策法案中。修正案在地下注入的定義中增加兩個排除項目：“(i) 為儲存目的而把天然氣注入地下； (ii) 根據與石油、天然氣或地熱生產活動相關的水力壓裂作業，向地下注入液體或支撐劑（柴油除外）。”這條款被批評者稱為“哈里伯頓漏洞（Halliburton loophole）”以油田服務公司哈里伯頓之名來稱呼此豁免條款。

## 國家環境政策法案
在1969年通過的國家環境政策法案 (NEPA) 要求聯邦機構對所有可能影響環境的重大工程需進行環境影響評估。如果評估結果確定會對環境產生顯著的變動，則需要提交一份環境影響報告書 (EIS)以供主管單位決定是否繼續進行，或改而採用替代方案。
2005年能源政策法案中設有一可反駁的推定，即經美國內政部授權在其管理的公共土地上，以及經美國農業部授權在其管理的國家森林土地上，某些石油和天然氣從事的相關活動受到NEPA的“分類排除”，且不需提出EIS，除非可證明這些活動對環境構成風險，國會指定5種不需要額外提出EIS的可反駁推定情況：
1. 受到干擾的單個地表面積少於5英畝，租約上受干擾的地表總面積不超過150英畝，並之前已做完NEPA要求文件中的特定地點分析。
2. 在開鑽日期前5年內，鑽探地或鑽井平台位置已有過鑽探活動。
3. 在開鑽日期前5年內，已取得土地使用計劃核准或根據NEPA編制的任何環境文件分析，顯示為合理及可預見的活動。
4. 在開始安裝輸送管線前5年內，獲有土地上的管線通行權。

5. 小型維護活動，非從事建築物或設施的任何興建或重大改造。
除上面列出的除外情況外，NEPA要求聯邦機構對可能嚴重影響環境的任何石油和天然氣活動製作環境影響報告以供評估。通常美國國家森林局、美國內政部土地管理局及美國海洋能源署會針對特定區域製作例行性的EIS。

## 資源保護和回收法案
在1976年通過的資源保護和回收法案 (RCRA) ，目的是“保護人民健康以及保護環境，免得在廢棄物處理時受到危害、節約能源和自然資源、減少廢棄物數量，並確保以不傷害環境的方式進行廢棄物管理。”RCRA的副標題C項賦予EPA權力，以監管所有被視為危險廢棄物的產生、運輸、處理、儲存和處置。
EPA在1978年12月將其所擬議的RCRA法規公布。對於法案副標題C項（危險廢棄物管理），EPA列出6類“特殊廢棄物”，這些特殊廢棄物數量龐大，包括有水泥窯灰、飛灰、採礦廢棄物以及石油、天然氣和地熱勘探和生產所產生的廢棄物。石油、天然氣和地熱廢棄物包括鑽井潤滑液、採出水以及與石油和天然氣勘探、開發或生產相關的其他廢棄物。EPA提議把副標題C項下的特殊廢棄物的監管推遲，待進一步研究後公布。
在EPA的最終監管法規完成之前，美國國會於1980年頒布《固體廢物處置法案》修正案，該法案根據RCRA的C項把油田廢棄物豁免，除非EPA確定該廢物具有危險性。
EPA對於6種特殊廢棄物中的每種均做過個別研究，並在1988年7月完成對石油、天然氣和地熱所產生廢棄物的研究，結論是毋須根據RCRA副標題C項對它們進行監管，而指出將繼續根據D項（固體廢棄物處理）進行監管。 EPA基於石油、天然氣和地熱生產已受各州監管的事實，而副標題C項並無有效處理廢棄物監管的靈活性，根據C項要求許可證，會對石油、天然氣和地熱開採產生不合理的延誤。但EPA在報告中也指出對於石油和天然氣廢棄物的監管存有差距，而建議在現有EPA監管機構、RCRA副標題D項、《清潔水法案》和《安全飲用水法案》之下制定額外規則。
而《1990年石油污染法案》通過後，確立聯邦擁有對於石油儲存監管的權力。

## 應變規劃與社區知情權法案
美國國會於1986年通過《應變規劃與社區知情權法》（EPCRA），用以協助社區就危險物質洩漏或釋放的緊急情況制定應變計劃。法案要求聯邦、州、地方政府和美洲原住民]部落就其存在的設施中有有毒化學品的使用或儲存、以及任何釋放進入環境的情事，必須向公眾報告。EPCRA的規定中包括應變計劃（第301-303節），和緊急通告（第304節）。
“EPCRA的有毒物質排放清單報告（Toxics Release Inventory Reporting，第313節）要求EPA和各州收集有關所列有毒化學品排放和轉移的數據”。根據第313節，必須提交報告的行業是EPA根據標準工業分類（Standard Industrial Classification）清單中所選定。 EPA正增添受到法令覆蓋的行業。但截至2014年，石油和天然氣行業尚未加入列表中，因此不受EPCRA第313節的約束。

## 綜合環境應對、補償和責任法案（超級基金）
此法案（CERCLA）於1980年開始執行，目的為對遭受傾倒有毒或有害物質的地點做清理的工作。這項法律有追溯的權力，所有造成污染的組織都得承擔清理費用。截至2015年3月26日，已經列出1,709個已受污染（超級基金相關）的地點，其中386個 (佔23%) 已被清理及恢復。
根據CERCLA第9601(14) 節，所謂危險廢棄物並不包括石油（包括原油、天然氣凝析油）及其任何煉製部分。受到豁免的包括精煉石油產品，例如汽油和柴油（只要它們含有天然存在的石油化合物）。如果本應歸類為超級基金的任何洩漏僅包含石油化合物，則無需進行與CERCLA相關的清理過程。對石油的豁免不適用於有時會與石油產品混合的有害污染物，如多氯聯苯或農藥。“此外，如果石油產品和有害的添加物質混在一起，兩者就無法分開，則洩漏事件就會受到CERCLA應變機構的管轄。”截至1987年，至少有153個需要用到CERCLA超級基金清理的地點，當地包含有石油廢棄物。
縱然有對石油的豁免，但EPA根據CERCLA，在其認為石油和天然氣作業對“公眾健康或福利構成迫在眉睫重大危險”的情況下仍會介入干預。EPA援引其CERCLA賦予的權力，對其認為與油氣井有關的地下水污染展開調查實例，包括有位於懷俄明州的普威廉、賓夕法尼亞州的迪莫克，以及一處賓州布拉福縣馬瑪西勒斯頁岩的氣井。
美國國會在1986年的超級基金修正案和再授權法案（Superfund Amendments and Reauthorization Act,）中，授權EPA運用超級基金對從地下儲油槽釋放的石油碳氫化合物進行清理。此修正案也設立處理地下儲油槽信託基金，用來資助清理從加油站等地下儲油槽釋放的石油碳氫化合物。與CERCLA Superfund相關點相比，地下儲油槽洩漏造成的污染遠比CERCLA所定義的受污染地點更為廣泛，數量也更多。EPA指出，幾乎每個社區中既有或舊有的加油站都有地下儲油槽造成的污染。截至2014年9月，由聯邦政府提供經費，但主要由各州執行的處理地下儲油槽洩漏計畫，已在205,000個地下儲油槽中發現521,271次洩漏，其中86%已修復。在2014財政年度，又發現6,847個新的洩漏。這項措施的資金來源是對石油產品售價中徵收0.1美分的聯邦稅。

## 圍繞監管豁免的辯論
對水力壓裂的監管提供豁免，引發許多爭論。有人指出如果不是2005年能源政策法案中給予水力壓裂豁免，或RCRA給予石油和天然氣廢棄物免於成為危險廢棄物的豁免，允許在地下從事水力壓裂作業，則EPA會有權進一步規範這個行業，並強制執行包括要求披露壓裂液中化學添加物的內容。
石油和天然氣產業支持由各州自行控制水力壓裂法監管細節的想法。有些人認為這些豁免是經過仔細分析後才頒布。EPA在2004年所做的研究，結論是在煤層氣井中從事水力壓裂注入“對飲用水幾乎沒有威脅；”但這項結論後來遭到反駁。許多石油和天然氣公司爭辯說，現有的法規已經足夠。
EPA在進行的一項關於水力壓裂法對飲用水影響的研究，在2015年6月的報告草案列出水力壓裂法會降低飲用水品質的多種機制。草案中列出的主要發現有：
我們沒發現這些機制有對美國飲用水資源會造成廣泛、系統性影響的證據。在本報告中確定的潛在機制中，我們發現一種或多種機制對飲用水資源造成影響的具體實例，包括對水井的污染。但這類確定遭污染的水井數量與水力壓裂井的相比，數量相當稀少。
這一發現所反映的是對飲用水資源的影響甚為罕見，但也可能是由於其他限制因素所造成。譬如：無充分的數據做壓裂前以及壓裂後的比較、缺乏長期系統化的研究、其他污染源的存在，而排除水力壓裂活動與影響之間的明確聯繫，以及無法取得有關水力壓裂活動和潛在影響的一些信息。